# 舊宜蘭縣議會
舊宜蘭縣議會，是位於臺灣宜蘭縣宜蘭市的一處辦公廳舍，曾為宜蘭縣議會的辦公地點，目前已登錄為宜蘭縣歷史建築。

## 概要
宜蘭縣議會於1951年2月14日成立，先行暫借合作金庫宜蘭支庫2樓辦公，1952年7月在宜蘭市渭水路8號（今址為宜蘭市民代表會）興建辦公廳，後因場地過小，故於1958年於渭水路96號興建二層樓建築。2001年宜蘭縣政府因顧慮建築設施老舊不敷使用之故，決議將議會遷址至新宜蘭縣政中心。
舊宜蘭縣議會於2002年12月24日登錄為歷史建築，2015年，舊宜蘭縣議會進行修復工程，並將立面回復最初落成外觀，並在2018年由宜蘭市公所將其活化再利用，以ROT模式委由民間經營「宜蘭人故事館」之名開放民眾參觀。樓地板面積約666坪，全館共規劃為故事展示區、電影文化館、創新智慧區、人文圖書區、餐飲美食區等五個展覽區域。

## 外部連結
- 宜蘭人故事館官方網站 （页面存档备份，存于）